# Bertelsmann Stiftung

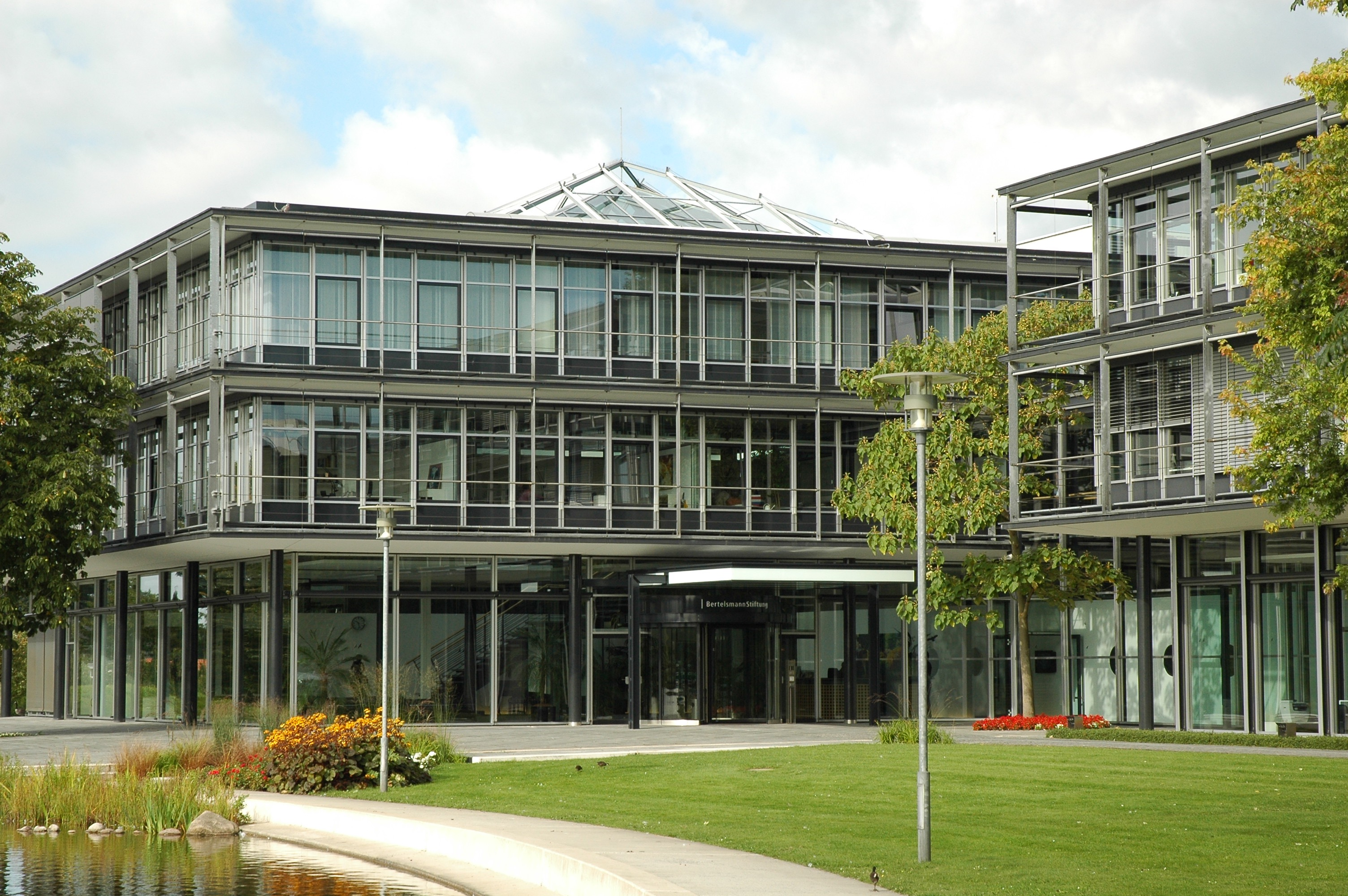
Zentrale der Bertelsmann Stiftung in Gütersloh (2007)

Die Bertelsmann Stiftung ist eine rechtsfähige Stiftung des bürgerlichen Rechts mit Sitz in Gütersloh. Sie wurde 1977 von Reinhard Mohn errichtet und ist heute eine der größten deutschen Stiftungen.
Die Bertelsmann Stiftung arbeitet operativ und ist in verschiedenen Bereichen wie Bildung, Gesundheit, soziale Gerechtigkeit und Digitalisierung tätig, um gesellschaftliche Herausforderungen zu bewältigen und das Gemeinwohl zu fördern. Sie führt Forschungsprojekte durch, entwickelt neue Lösungsansätze und setzt sich für Reformen ein. Zu den bekanntesten Projekten der Stiftung zählt der seit 2011 vergebene Reinhard-Mohn-Preis. Ihr Einfluss auf Politik und Gesellschaft wurde wiederholt kritisiert.

## Geschichte

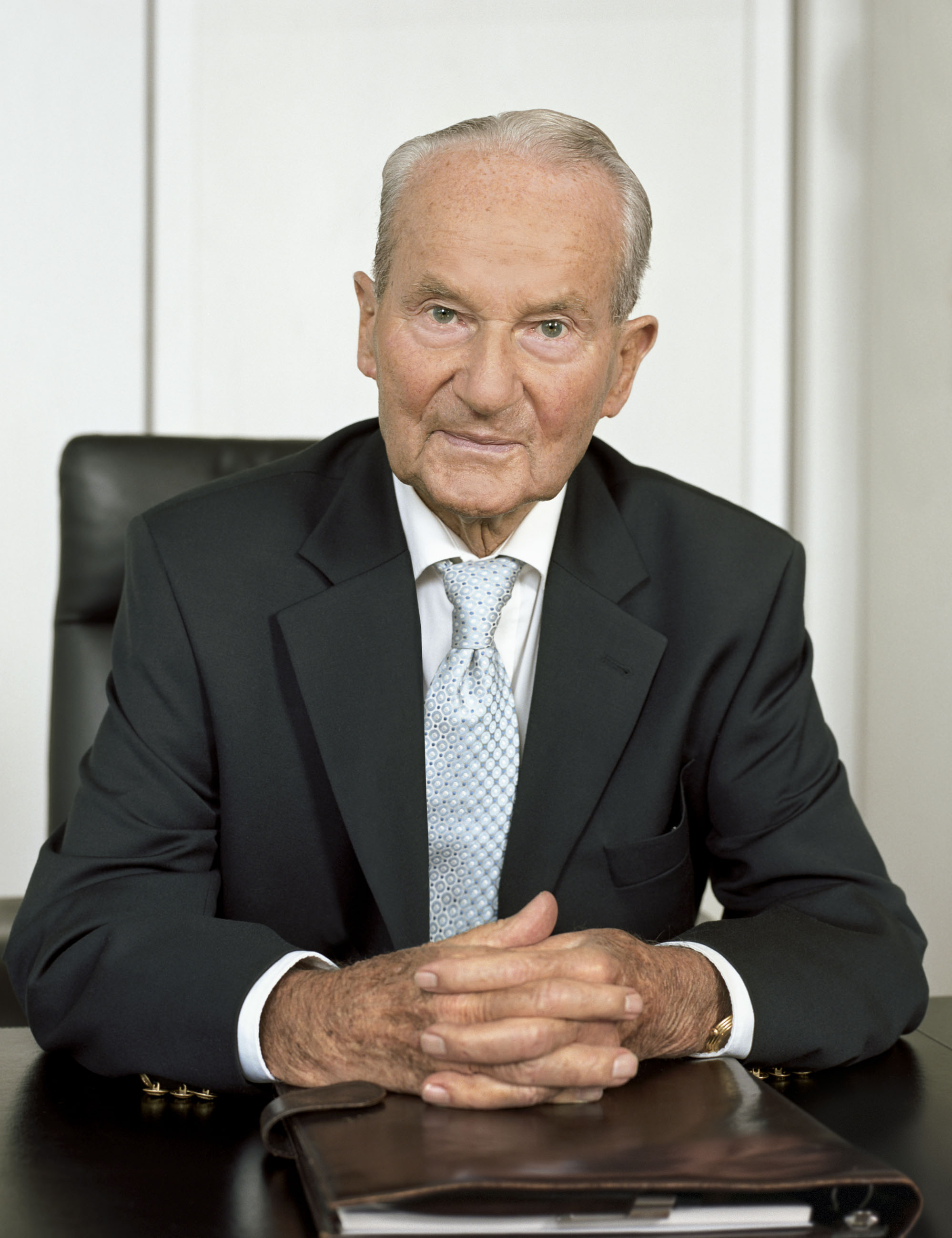
Reinhard Mohn (2008)

### Gründung und erste Jahre
Ende der 1970er Jahre gab es Diskussionen um die Nachfolge von Reinhard Mohn als Vorstandsvorsitzender von Bertelsmann. Vor dem Hintergrund der gesellschaftlichen Verantwortung als Unternehmer errichtete Mohn am 8. Februar 1977 die Bertelsmann Stiftung. Sie wurde am 14. März 1977 durch den Innenminister des Landes Nordrhein-Westfalen, Burkhard Hirsch, offiziell genehmigt. Die Bertelsmann Stiftung war zunächst mit einem Kapital von 100.000 DM ausgestattet.
1979 wurde mit Hans-Dieter Weger der erste Geschäftsführer eingestellt. Er entwickelte das Konzept einer operativen Stiftung, die selbst Projekte initiiert und betreut. Zu den ersten Aktivitäten der Bertelsmann Stiftung zählte die Grundlagenstudie „Kommunikationsverhalten und Buch“ in Kooperation mit Infratest. Außerdem beteiligte sich die Bertelsmann Stiftung an der „Spendenaktion Watteau“ und unterstützte nach dem Konzern den Aufbau der Stadtbibliothek Gütersloh.
Ein erster Tätigkeitsbericht erschien im Jahr 1982. Bundespräsident Karl Carstens verfasste das Vorwort und lobte dabei unter anderem die „Leistung von Stiftungen in der Öffentlichkeit“.

### Ausbau der Stiftungsarbeit
Die Bertelsmann Stiftung war mittlerweile zum Kern des gesellschaftspolitischen Engagements von Reinhard Mohn geworden. Der Stifter war der einzige Vorstand und bekam ab 1983 Unterstützung von einem neu eingerichteten Beirat. Zu diesem Gremium gehörten neben Reinhard Mohn und Hans-Dieter Weger auch Kurt Biedenkopf, Gerd Bucerius, Friedhelm Farthmann und Eberhard Witte. Die wachsende Zahl an Publikationen führte 1985 zur Gründung des Verlags Bertelsmann Stiftung.
1988 verlieh die Bertelsmann Stiftung erstmals den Carl Bertelsmann-Preis. Ausgezeichnet wurden die Tarifparteien der Wirtschaftsbereiche Bau, Chemie und Metall. Mit dem Preis werden bis heute international renommierte Persönlichkeiten gewürdigt, die sich um wegweisende Lösungen zu gesellschaftlichen und politischen Herausforderungen verdient gemacht haben. Neben der Arbeit im Inland initiierte die Bertelsmann Stiftung in den 1980er Jahren mehrere internationale Projekte, etwa zum „Kulturraum Europa“. Weitere Beispiele sind das Studienprogramm der Hebräischen Universität Jerusalem und der Aufbau der Biblioteca Can Torró in Alcúdia auf Mallorca.
Nachdem Kurt Biedenkopf 1987 zum ersten Vorsitzenden des Beirats gewählt worden war, übernahm Reinhard Mohn 1990 selbst diesen Sitz. Größere mediale Beachtung erhielt der Wechsel Horst Teltschiks zur Bertelsmann Stiftung. Er wurde 1991 als Geschäftsführer bestellt, schärfte das Profil der Stiftung und forcierte die Internationalisierung. Das führte beispielsweise zum Besuch von Michael Gorbatschow.
1993 wurden neben Reinhard Mohn auch Ulrich Saxer und Werner Weidenfeld in den Vorstand der Bertelsmann Stiftung berufen. Die Geschäftsführung wurde ebenfalls neu besetzt.
Im selben Jahr übertrug Reinhard Mohn die Mehrheit der Kapitalanteile am Bertelsmann-Konzern auf die Stiftung. Dadurch erhöhte sich ihr Anteil auf 68,8 %. Sie stieg dadurch zum größten Aktionär des Konzerns auf. Im Schenkungsvertrag wurden Kapitalbeteiligung und Stimmrechte getrennt. Da die Bertelsmann Stiftung Dividenden für ihre Beteiligung am Konzern erhält, kam es mit Übertragung der Anteilsmehrheit zu einer Erhöhung des Etats und Ausweitung der operativen Projektarbeit.
In den 1990er Jahren erfuhr die Hochschulpolitik der Bertelsmann Stiftung eine breite öffentliche Beachtung. Aufmerksamkeit erregte die Gründung des CHE (Centrum für Hochschulentwicklung) durch die Bertelsmann Stiftung und die Hochschulrektorenkonferenz im Jahr 1994. Die Einrichtung versteht sich als „Reformwerkstatt“ für das deutsche Hochschulwesen.
Ebenfalls 1994 unterstützte die Bertelsmann Stiftung die Gründung des Centrums für Krankenhausmanagement (CKM) an der Westfälischen Wilhelms-Universität Münster. Neben Forschungsarbeit bietet es Weiterbildung von Klinikpersonal für Managementaufgaben. 2008 schied die Stiftung aus dem Kreis der Gesellschafter des CKM aus.

### Neuordnung der Gremien
Reinhard Mohn war bis 1998 an der Spitze der Bertelsmann Stiftung tätig. Danach wurde Mark Wössner erst Vorstandsvorsitzender, später auch Beiratsvorsitzender. Er trat im Jahr 2000 zurück, anschließend wurden die Führungsgremien neu geordnet: Das Präsidium ersetzte den Vorstand, das Kuratorium den Beirat. Reinhard Mohn übernahm vorübergehend selbst wieder die Leitung beider Gremien, bis er sie Mitte 2001 an Gunter Thielen abgab. Damit hatte Reinhard Mohn alle Führungspositionen aufgegeben, er blieb einfaches Kuratoriumsmitglied.
Heribert Meffert folgte 2002 auf Gunter Thielen als Vorstandsvorsitzender der Bertelsmann Stiftung. Er blieb bis 2005 in dieser Funktion. In seiner Zeit wurden die Gremien wieder angepasst, aus dem Präsidium wurde wieder ein Vorstand. Damit wollte man die Corporate Governance im Sinne größerer Transparenz und Unabhängigkeit verbessern. Nachdem Heribert Meffert die Bertelsmann Stiftung verlassen hatte, war der Vorstand mit Liz Mohn und Johannes Meier besetzt.
2008 kam Gunter Thielen als Vorstandsvorsitzender zur Bertelsmann Stiftung zurück. Ab 2012 übernahm der ehemalige niederländische Arbeits- und Sozialminister Aart De Geus diese Funktion. Er gab sie im Dezember 2019 auf eigenen Wunsch ab. Sein Nachfolger ist der promovierte Volkswirt Ralph Heck. Dieser gehörte bis zum Amtsantritt als Vorstandsvorsitzender dem Kuratorium der Bertelsmann Stiftung an.

### Aktuellere Ereignisse
Im Jahr 2017 startete Bundespräsident Frank-Walter Steinmeier in Zusammenarbeit mit der Bertelsmann Stiftung das Forum Bellevue zur Zukunft der Demokratie. Die Veranstaltungsreihe wurde bis 2021 durchgeführt und sollte unter anderem der Politikverdrossenheit entgegenwirken. Sie knüpfte an die Berliner Rede (1997 bis 2011) von Roman Herzog und Horst Köhler sowie das Bellevue Forum (2013 bis 2016) von Joachim Gauck an. Das Forum Bellevue erreichte eine breite mediale Rezeption.
Nach dem Tod von Reinhard Mohn im Jahr 2009 prägte seine Ehefrau Liz Mohn die Bertelsmann Stiftung. Sie war stellvertretende Vorsitzende des Vorstands und des Kuratoriums. 2021 gab sie ihre Position in beiden Gremien auf. Später wurde sie als Ehrenmitglied in das Kuratorium berufen. Zudem repräsentiert sie weiterhin die Bertelsmann Stiftung weltweit, nicht zuletzt als Präsidentin der spanischen Fundación Bertelsmann und der US-amerikanischen Bertelsmann Foundation.
2021 initiierte die Bertelsmann Stiftung das gemeinnützige Liz Mohn Center, dessen Gesellschafterin sie war. Das Zentrum führte Liz Mohns Projekte weiter, darunter insbesondere das Deutsch-Spanische Forum, den Salzburger Trilog und den Internationalen Gesangswettbewerb Neue Stimmen. 2024 ging das Liz Mohn Center zusammen mit der Liz Mohn Kultur- und Musikstiftung in der neuen Liz Mohn Stiftung auf, die rechtlich unabhängig von der Bertelsmann Stiftung ist.

## Organisationsstruktur
Die Bertelsmann Stiftung ist selbstständige Stiftung des bürgerlichen Rechts. Sie ist eine voll rechtsfähige juristische Person, die im Innen- und Außenverhältnis ausschließlich dem in der Satzung definierten Zweck verpflichtet ist. Die Bertelsmann Stiftung untersteht der Aufsicht durch die Bezirksregierung Detmold und verfolgt ausschließlich und unmittelbar steuerbegünstigte Zwecke im Sinne der Abgabenordnung.

### Gremien

#### Vorstand
Die Geschäftsführung und organschaftliche Vertretung der Bertelsmann Stiftung obliegen dem Vorstand, der aus mindestens drei Mitgliedern besteht. Diese werden vom Kuratorium ernannt und abberufen. Der Vorstand entwickelt die strategische Ausrichtung der Bertelsmann Stiftung, stimmt sie mit dem Kuratorium ab und sorgt für ihre Umsetzung. Vorstände, die gleichzeitig dem Management des Bertelsmann-Konzerns angehören, können die Stiftung nur zusammen mit einem weiteren Mitglied des Vorstands vertreten, das nicht gleichzeitig dem Management des Bertelsmann-Konzerns angehört.
Derzeit besteht der Vorstand aus Brigitte Mohn (Vorsitz), Daniela Schwarzer und Wilhelm-Friedrich Uhr.

#### Kuratorium
Der Vorstand wird vom Kuratorium der Bertelsmann Stiftung beraten und kontrolliert. Das Kuratorium hat mindestens sechs Mitglieder und ist in alle Entscheidungen von grundlegender Bedeutung eingebunden. Zu seinen Aufgaben zählen ferner die Genehmigung des Jahresabschlusses, die Kontrolle der Wirtschaftsführung, die Entgegennahme der Rechenschaftsberichte des Vorstands und seine Entlastung. Das Kuratorium setzt sich zusammen aus einem Nachfolger des Stifters Reinhard Mohn, einem Mitglied der Aufsichtsräte des Bertelsmann-Konzerns und weiteren Personen.
Derzeit ist das Kuratorium der Bertelsmann Stiftung besetzt mit Bodo Uebber (Vorsitzender), Liz Mohn (Ehrenmitglied), Anna Maria Braun, Alena Buyx, Saori Dubourg, Arancha González Laya, Ralph Heck, Christoph Mohn, Andreas Pinkwart und Matthias Schulz.

### Finanzen
Die Bertelsmann Stiftung finanziert sich im Wesentlichen aus Dividenden des Bertelsmann-Konzerns. Die Bertelsmann Stiftung hält ihre Anteile am Bertelsmann-Konzern mittelbar über eine Zwischengesellschaft, deren Mehrheitsgesellschafterin sie ist. Diese Anteile sind reine Kapitalanteile, das Stimmrecht liegt bei der Bertelsmann Verwaltungsgesellschaft. Weitere Erträge stammen aus Kooperationen mit anderen gemeinnützigen Organisationen, der Verwaltung eigenen Vermögens und Spenden. Die Bertelsmann Stiftung bildet Rücklagen, um den Stiftungszweck unabhängig von laufenden Einnahmen erfüllen zu können.
Seit ihrer Gründung hat die Bertelsmann Stiftung rund zwei Milliarden Euro für gemeinnützige Arbeit zur Verfügung gestellt. Im Geschäftsjahr 2024 flossen rund 168 Millionen Euro zu. Die Ausgaben beliefen sich auf 77 Millionen Euro. Der größte Teil (41 Millionen Euro) wurde für Programme, Zentren und Sonderprojekte aufgewendet. Außerdem tätigte die Bertelsmann Stiftung Zuwendungen in Höhe von 15 Millionen Euro an verbundene gemeinnützige Organisationen, darunter auch die Bertelsmann Foundation North America und die Fundación Bertelsmann.

### Standorte

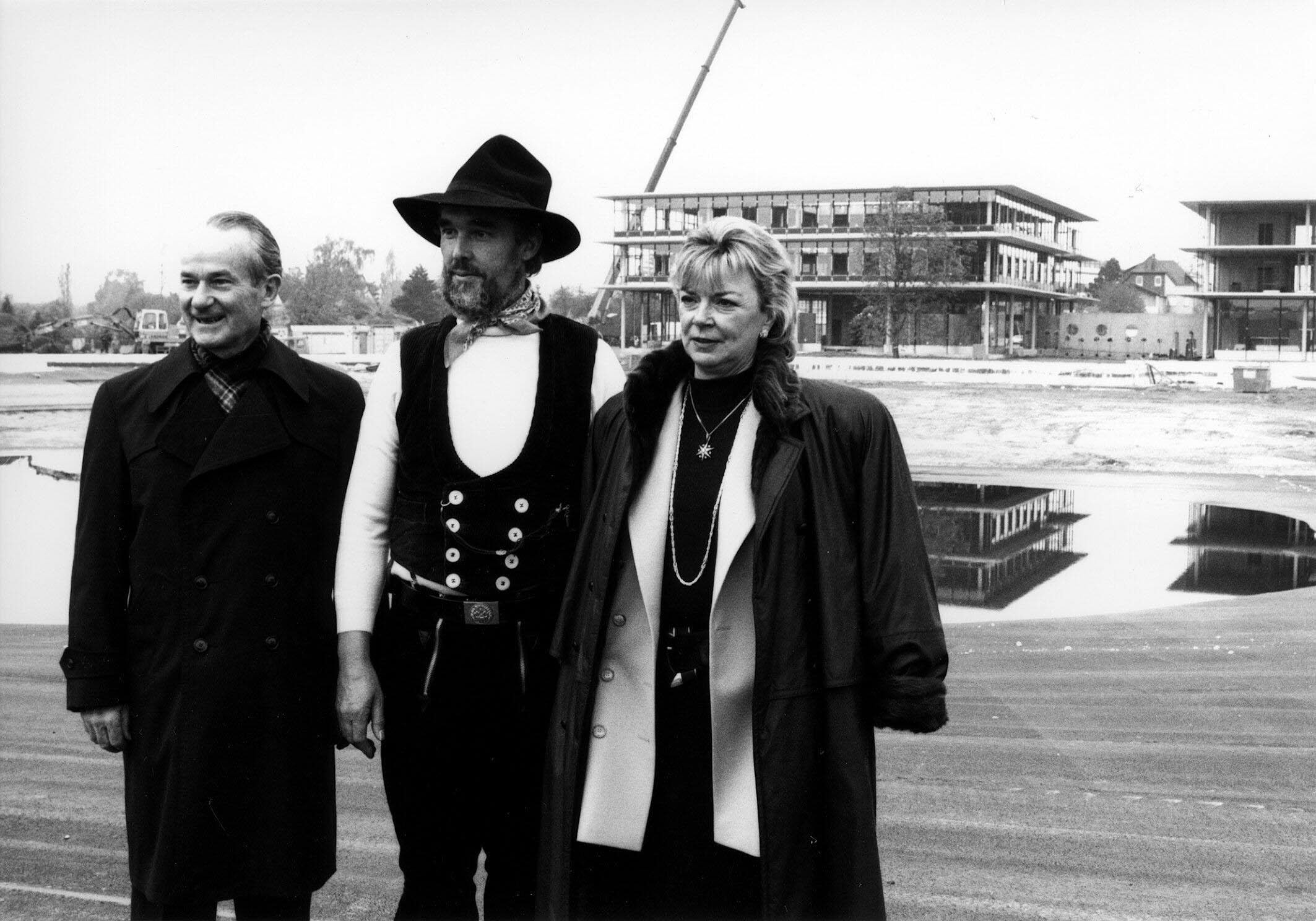
Richtfest der Zentrale der Bertelsmann Stiftung mit Liz (r.) und Reinhard Mohn (l.)

Die ersten Büros der Bertelsmann Stiftung befanden sich in einem Wohnhaus in der Gütersloher Carl-Miele-Straße. 1980 wurden stattdessen Räumlichkeiten des Bertelsmann-Konzerns angemietet. 1986 bezog die Bertelsmann Stiftung das Gebäude an der Moltkestraße 10, das 1893 als Nebenstelle der Reichsbank errichtet worden war und bis 1985 der Landeszentralbank von Nordrhein-Westfalen gehörte.
1989 gewann das Architekturbüro Gerkan, Marg und Partner einen Wettbewerb für den Neubau der Zentrale der Bertelsmann Stiftung gegenüber dem Hauptsitz des Bertelsmann-Konzerns. Das Richtfest des Gebäudes fand 1990 statt, die Gebäude wurden in den folgenden Jahren mehrfach erweitert. Neben der Zentrale in Gütersloh gibt es ein Haus am Werderschen Markt in Berlin in unmittelbarer Nähe zum Auswärtigen Amt sowie zum Humboldt Forum. Außerdem ist die Bertelsmann Stiftung in Brüssel vertreten.
1995 wurde die selbständige Tochterstiftung Fundación Bertelsmann mit Sitz in Barcelona gegründet. Ziel war es damals, die spanische Lese- und Medienkultur zu fördern. Heute konzentriert sich die Fundación auf die duale Berufsausbildung und Berufsorientierung von Jugendlichen in Spanien. Neben Barcelona ist die Fundación auch in Madrid und Sevilla präsent.
Seit 2008 ist die Bertelsmann Stiftung auch in Washington, D.C. vertreten. Dort wurde mit der Bertelsmann Foundation North America eine weitere selbständige Stiftung errichtet. Sie beschäftigt sich mit den transatlantischen Beziehungen.

## Stiftungsarbeit
Die Bertelsmann Stiftung ist eine operative Stiftung, die alle Projekte eigenständig konzipiert, initiiert und bis zur Umsetzung begleitet. Ihr Zweck erstreckt sich auf die „Förderung der Wissenschaft und Forschung, der Religion, des öffentlichen Gesundheitswesens, der Jugend- und Altenhilfe, der Kunst und Kultur, der Volks- und Berufsausbildung, des Wohlfahrtswesens, der internationalen Gesinnung, des demokratischen Staatswesens und des bürgerschaftlichen Engagements.“
Die Initiativen der Bertelsmann Stiftung zeigen nicht nur Lösungen auf, sondern schaffen empirisch gestützte Orientierung in einer breiten Öffentlichkeit. Sie evaluiert und verbreitet die Ergebnisse der wissenschaftlichen Forschungsvorhaben und -projekte sowie der Modellversuche und Konzeptentwicklungen im Rahmen der Förderung der genannten Zwecke und Aufgaben. Zum Zweck der Verbreitung ist die Stiftung verlegerisch tätig, das heißt sie gibt Bücher, Broschüren, Arbeitshilfen, Ratgeber und andere Publikationen in gedruckter oder in elektronischer Form heraus.

### Programme

#### Bildung und Next Generation
Die Bertelsmann Stiftung fördert gesellschaftliche Teilhabe durch Bildung. Sie setzt sich für den fairen Zugang zu hochwertiger Bildung ein und betrachtet die frühkindliche, schulische sowie berufliche Weiterbildung als Schlüssel zur Beteiligung von Kindern, Jugendlichen und Erwachsenen. Ziel ist es, zukunftsrelevante Kompetenzen zu vermitteln und individuelles Lernen lebenslang zu unterstützen.
Vor diesem Hintergrund vergleicht die Stiftung beispielsweise regelmäßig die frühkindlichen Bildungssysteme in den deutschen Bundesländern. Der sogenannte Ländermonitor gibt unter anderem Auskunft über die Personalausstattung in Kindertagesstätten und Grundschulen.
Zudem betont die Stiftung das Recht von Kindern und Jugendlichen auf Bildung und Teilhabe unabhängig von ihrer sozialen, ökonomischen oder kulturell-ethnischen Herkunft. Zur Verknüpfung der Familien-, Bildungs- und Sozialpolitik setzt sie sich für die Einführung einer Kindergrundsicherung ein.

#### Demokratie und Zusammenhalt
Die Bertelsmann Stiftung will die Demokratie in Deutschland und weltweit schützen und weiterentwickeln. Hierzu will sie insbesondere junge Menschen für mehr Demokratie begeistern, den gesellschaftlichen Zusammenhalt in der Einwanderungsgesellschaft verbessern und die politischen Institutionen der Bundesrepublik Deutschland robuster und partizipativer machen.
2025 steht die Stärkung der Demokratie im Mittelpunkt des Reinhard-Mohn-Preises. Der Preis zeichnet international renommierte Persönlichkeiten aus, die sich um wegweisende Lösungen zu gesellschaftlichen und politischen Herausforderungen verdient gemacht haben.
Da Kinder und Jugendliche nicht als Demokraten geboren werden, wurden Angebote im Bereich der politischen Bildung entwickelt, etwa für Kindertagesstätten, Schulen und außerschulische Bildungseinrichtungen. Ein Ergebnis dieser Bemühungen ist etwa die Buchreihe „Leon und Jelena“.

#### Digitalisierung und Gemeinwohl
Die Bertelsmann Stiftung befasst sich mit den Auswirkungen von Algorithmen und künstlicher Intelligenz auf Gesellschaft und Lebenschancen. Sie warnt vor der Gefahr, dass automatisierte Entscheidungen ohne klare ethische und regulatorische Leitlinien Diskriminierung und soziale Ungleichheit verstärken können. Gleichzeitig hebt sie das ungenutzte Potenzial für das Gemeinwohl hervor.
Ein wichtiges Arbeitsfeld sind Analysen zu Risiken und Chancen digitaler Technologien. Die Stiftung möchte positive Narrative für den digitalen Wandel entwickeln. Zugleich will sie digitale Technologien am Gemeinwohl ausrichten, um deren Akzeptanz zu fördern.
Die Stiftung sieht Desinformation als große Bedrohung der Demokratie in Deutschland und weltweit. Daher hat sie verschiedene Strategien und Methoden entwickelt, gezielte Kampagnen antidemokratischer Kräfte zu erkennen und zu bekämpfen.

#### Europas Zukunft
Die Bertelsmann Stiftung betont die Notwendigkeit eines souveränen Europas. Sie thematisiert die Herausforderungen durch wirtschaftliche Abhängigkeiten und setzt sich für eine Reduktion sozialer und wirtschaftlicher Ungleichgewichte ein. Die Stiftung sieht Digitalisierung und Nachhaltigkeit als Schlüsselbereiche, in denen Europa durch wertebasierte Strategien weltweit Standards setzen kann.
Zur Unterstützung der Grundsatzdebatte über Europas Zukunft holt die Stiftung regelmäßig die Meinung der europäischen Bürger zu zentralen Zukunftsfragen ein. Nach wissenschaftlichen Standards ermittelt sie ein Stimmungsbild, das auch die politische Debatte unterstützen soll.
Zudem untersucht die Stiftung, wie Europa seine Handlungsfähigkeit bewahren und ausbauen kann. In Zeiten angespannter Geopolitik setzt sie sich für gute Beziehungen zwischen der Europäischen Union und den Vereinigten Staaten ein, etwa auf Veranstaltungen wie dem Deutsch-Amerikanischen Zukunftsforum.

#### Gesundheit
Die Bertelsmann Stiftung sieht Innovation und Patientenzentrierung als wesentliche Faktoren für ein zukunftsfähiges und solidarisches Gesundheitssystem. Sie setzt sich für mehr Qualität und Sicherheit ein, auch durch Digitalisierung. Sie will veraltete Versorgungsstrukturen zugunsten integrierter regionaler Modelle erneuern und die Gesundheitskompetenz der Bürger fördern.
Unter anderem entwickelt die Stiftung Verfahren zur Bewertung der Versorgungseffekte von digitalen Gesundheitsanwendungen. Zudem unterstützt sie die Ausrichtung der Gematik als digitale Gesundheitsagentur, nicht zuletzt nach Einführung der elektronischen Patientenakte (ePA).
Des Weiteren arbeitet die Stiftung an der Erfassung von Patient-Reported Outcomes (PROs). Diese Angaben von Patienten über ihren selbst wahrgenommenen Gesundheitszustand sind international anerkannt, werden in Deutschland bisher nicht standardmäßig erhoben.

#### Nachhaltige Soziale Marktwirtschaft
Die Bertelsmann Stiftung betont die Notwendigkeit, die soziale Marktwirtschaft angesichts globaler Herausforderungen wie Klimawandel, Ressourcenknappheit, Demografie und Digitalisierung zu einer nachhaltigen sozialen Marktwirtschaft weiterzuentwickeln. Dadurch soll die soziale Marktwirtschaft als verlässliches Leitbild für zukünftige Generationen erhalten bleiben.
Um die Innovations- und Gründungsdynamik zu stärken, werden evidenzbasierte Konzepte und Reformvorschläge erstellt. Dabei beschäftigt sich die Stiftung unter anderem mit der politischen Governance und dem Transfer aus Wissenschaft und Forschung in den Mittelstand.
Seit 2006 erscheint alle zwei Jahre der Transformationsindex der Bertelsmann Stiftung (BTI). Dieser gibt Auskunft über die politische und wirtschaftliche Transformation von Entwicklungs- und Schwellenländern zu Demokratie und Marktwirtschaft. Er zeigt globale Trends in diesen Bereichen.

### Zentren

#### Zentrum für Datenmanagement
Das Zentrum für Datenmanagement der Bertelsmann Stiftung stellt hochwertige Datensätze für journalistische und wissenschaftliche Analysen bereit, um den demokratischen Diskurs zu fördern und evidenzbasierte Entscheidungen auf allen politischen Ebenen zu unterstützen.
Ein weiterer Schwerpunkt des Zentrums liegt darauf, das Bewusstsein für die Bedeutung offener Daten für das Gemeinwohl zu stärken und Barrieren abzubauen. Ziel ist es, gut aufbereitete und vielfältige Daten als Basis für fundierte Entscheidungen bereitzustellen.

#### Zentrum für Nachhaltige Kommunen
Das Zentrum für Nachhaltige Kommunen der Bertelsmann Stiftung unterstützt lokale Akteure bei der Umsetzung der Agenda 2030 der Vereinten Nationen und der Nachhaltigkeitsziele (SDGs). Ein Schwerpunkt ist die Entwicklung eines wirkungsorientierten Nachhaltigkeitsmanagements.
Die Stiftung arbeitet mit gesellschaftlichen Akteuren zusammen, um Nachhaltigkeit auf kommunaler Ebene zu fördern. Ein wichtiges Mittel ist der kommunale Finanzreport, der Entwicklungen in den Haushalten abbildet. Dabei wird Nachhaltigkeit zum Schlüsselfaktor für die Steuerung der Finanzen erhoben.

## Kritik
Die Bertelsmann Stiftung war in den Jahren 2006/2007 Gegenstand öffentlicher Debatten, auch in anonymen Foren wie bertelsmannkritik.de. 2007 gaben Jens Wernicke und Torsten Bultmann von der Neuen Westfälischen unter dem Titel „Netzwerk der Macht – Bertelsmann“ einen Sammelband heraus, der sich kritisch mit Struktur und Aktivitäten der Bertelsmann Stiftung auseinandersetzt. 30 Autoren griffen darin besonders den Status der Gemeinnützigkeit und die politische Einflussnahme an. Der Sammelband rief laut der Neuen Westfälischen eine breite öffentliche Debatte über die Bertelsmann Stiftung hervor.
Noch größere Außenwirkung erreichte der Autor und Journalist Thomas Schuler mit dem 2010 veröffentlichten Buch „Bertelsmannrepublik Deutschland – eine Stiftung macht Politik“. Darin beschreibt er, wie die Bertelsmann Stiftung Kontakt zu führenden Politikern sucht und diese berät. Er kritisierte die Bertelsmann Stiftung als „undemokratisch“ und monierte mangelnde Transparenz. Seiner Meinung nach wurde aus der guten Idee einer Stiftung eine „verkehrte Welt“, deren Konstrukt er grundsätzlich in Frage stellte. Schuler kritisierte auch das deutsche Stiftungsrecht, welches Stiftungen wie die Bertelsmann Stiftung überhaupt zulasse. Der Experte für Stiftungsrecht Peter Rawert merkte dazu an, dass der Bertelsmann Stiftung auf ihre Beteiligung am Konzern eine Rendite gewährt werde, die geringer sein dürfte, als man mit einer Anlage in Festgeld erwirtschaften konnte. In den Vereinigten Staaten hätten solche Ergebnisse negative Konsequenzen für die steuerliche Gemeinnützigkeit. Außerdem entspreche die Situation nicht den „Effizienzmaßstäben“ der Bertelsmann Stiftung.

### Kommerzielle Interessen
Der Bertelsmann Stiftung wird aufgrund ihrer Mehrheitsbeteiligung am Bertelsmann-Konzern immer wieder die Vermischung gemeinnütziger und kommerzieller Interessen vorgeworfen. Die Journalistin und Autorin Annette Jensen kritisierte 2009, durch ihre Vorschläge schaffe sich die Bertelsmann Stiftung eine künstliche Nachfrage, insbesondere bezüglich der angeblich nötigen Verschlankung der Kommunalverwaltungen, die sie dann selbst, zum Beispiel durch die Konzerntochter Arvato, befriedige. Zur Veröffentlichung ihrer Botschaften dienen ihr auch die zum Bertelsmann-Konzern gehörenden Fernsehsender der RTL Group (z. B. RTL, VOX und n-tv) und zahlreiche Zeitschriften von Gruner + Jahr. Der Soziologe und Stiftungsforscher Frank Adloff nennt es einen unhaltbaren Zustand, dass sich die Stiftung vor keinem Parlament oder Rechnungshof für den Einsatz ihrer Gelder rechtfertigen müsse. In den USA dürften steuerbegünstigte Stiftungen nicht mehr als 20 % eines Unternehmens halten, um möglichen Interessenkonflikten vorzubeugen. Zudem müssten sie ihre Ausgaben öffentlich abrechnen.

### Politische Einflussnahme
Die Bertelsmann Stiftung bezeichnet sich selbst als parteipolitisch neutral. Die praktische Umsetzung dieses Grundsatzes wird jedoch von verschiedener Seite bezweifelt, insbesondere, weil von linken Parteien nur zu „marktradikalen Exponenten“ Kontakte bestünden. Stattdessen wird die Bertelsmann Stiftung häufig als wirtschaftsliberal charakterisiert, was jedoch ebenfalls umstritten ist. Einige Kritiker bezeichneten die Bertelsmann Stiftung auch als neoliberal.
Die Bertelsmann Stiftung betreibe durch Vorabsprachen mit Politikern jenseits der Parlamente „eine Privatisierung der Politik“. Dies folge dem Prinzip der gegenseitigen Instrumentalisierung: Beamte und Politiker erhielten einen geschützten Raum, wo sie kostenlos und exklusiv informiert würden und diskutieren könnten, während die Bertelsmann Stiftung sich dafür den Zugang zu allen Projekten, die sie beeinflussen wolle, sichere. Im Ergebnis sei es gleich, wer gewählt werde, irgendwie regiere die Bertelsmann Stiftung immer mit.
2012 äußerte sich Josef Kraus, ehemaliger Präsident des Deutschen Lehrerverbandes, kritisch zum Einfluss der Bertelsmann Stiftung auf die Bildungspolitik. Ihre Studien bezeichnete er als „unwissenschaftlich“ und als „Schreckensszenarien“. Ihre Impulse basierten fast immer auf der Skandalisierung vermeintlicher Missstände. Kraus forderte die Politik auf, sich von den Einflüssen der Bertelsmann Stiftung zu befreien und die Kritik an ihr ernst zu nehmen.
Der gemeinnützige Verein Lobbycontrol sah die Bertelsmann Stiftung 2017 als wirtschaftsnahe Initiative, ähnlich der Initiative Neue Soziale Marktwirtschaft oder der Stiftung Marktwirtschaft. Kritisiert wird beispielsweise der „Standort-Check“, der einem Kanon neoliberaler Reformen entspreche.
Die Bertelsmann Stiftung wies Kritik der mangelnden demokratischen Legitimierung und unzulässigen politischen Einflussnahme mehrfach zurück. So trat etwa 2016 der ehemalige Vorstandsvorsitzende Gunter Thielen auf und betonte, man sei keine „heimliche Regierung“. Politische Meinungsbildung sei kein „Top-Down-Prozess“. Es sei eine Illusion, dass eine Stiftung oder ein Unternehmen ein Land wie die Bundesrepublik nach ihren Vorstellungen formen und prägen könne.
2017 warf der liberalkonservative Publizist Alexander Grau der Stiftung vor, ihre ideologische Agenda sei ein „brachialer Vulgär-Modernismus“. Unter „dem Deckmäntelchen des „zivilgesellschaftlichen“ Engagements“ wolle man die Gesellschaft weltanschaulich so auf Linie bringen, dass sie den Anforderungen einer globalisierten Wirtschaft genüge.

### Status der Gemeinnützigkeit
Der Autor und Journalist Harald Schumann diskutierte 2006 im Tagesspiegel die Gemeinnützigkeit der Bertelsmann Stiftung. Ihm zufolge wirtschafte die „Nebenregierung in Gütersloh“ de facto mit öffentlichem Geld, weil Reinhard Mohn durch die Übertragung von drei Vierteln des Aktienkapitals auf die Stiftung gut zwei Milliarden Euro Erbschafts- oder Schenkungssteuer gespart habe. Zudem sei die jährliche Zahlung einer Dividende an die Stiftung steuerfrei. Mit ihrem Jahresetat von rund 60 Millionen Euro gebe die Bertelsmann Stiftung nicht annähernd soviel aus, wie sie den Fiskus koste. Ähnlich argumentierte der Soziologe und Politikwissenschaftler Arno Klönne: Er hielt die Gemeinnützigkeit der Bertelsmann Stiftung für fragwürdig, weil sie die Geschäfte von Bertelsmann aktiv vorantreibe. Ziel sei es letztlich, die Gesellschaft mit unternehmerischen Methoden zu steuern und öffentliche Aufgaben zu privatisieren.
Die Bertelsmann Stiftung wies die Vorwürfe stets zurück. Die Gemeinnützigkeit sei vom Finanzamt anerkannt und werde laufend geprüft.

### Privatisierung und Sozialabbau
2007 stellte ver.di die Zusammenarbeit mit der Bertelsmann Stiftung ein. Auslöser war, dass Arvato, ein Unternehmensbereich des Bertelsmann-Konzerns, die Privatisierung öffentlicher Dienstleistungen zum strategischen Geschäftsfeld erklärte. Ein entsprechender Antrag wurde auf dem Bundeskongress gegen den Bundesvorstand beschlossen. Die Bertelsmann Stiftung sei die treibende Kraft bei Privatisierungen und beim Abbau sozialer Leistungen, monierten Kritiker. Diese Einschätzung wurde auch von den Teilnehmern Bertelsmann-kritischer Tagungen unter dem Titel „Das Schattenkabinett aus Gütersloh“ gestützt. Daran nahmen neben ver.di auch Attac, die GEW, die IG Metall und die Otto-Brenner-Stiftung teil. Speziell die Kritik von ver.di wies die Bertelsmann Stiftung als „Missverständnis“ zurück. Man liege bei der Betrachtung gesellschaftlicher Probleme nicht weit auseinander.